# 2205

2205(이천이백오)는 2204보다 크고 2206보다 큰 자연수다.

## 수학
- 합성수로, 그 약수는 총 18개다. (1, 3, 5, 7, 9, 15, 21, 35, 45, 49, 63, 105, 147, 245, 315, 441, 735, 2205)
  - 2205의 진약수의 합은 2241이므로, 2205는 과잉수다.
  - 945, 1575에 이은 3번째 홀수 과잉수다. 다음 홀수 과잉수는 2835다.
- 30번째 칠각수다. 앞의 칠각수는 2059, 다음은 2356이다.
- {\displaystyle 2205=21^{2}+42^{2}}
  - 연속하는 두 개의 {\displaystyle 21n}({\displaystyle n}은 자연수)의 제곱합으로 나타낼 수 있는 가장 작은 수다. 이 성질을 지닌 다음 수는 5733이다.
- {\displaystyle 19^{6}-1}은 2205로 나누어떨어진다.

## 과학
- NGC 2205: 화가자리 방향에 있는 은하.

## 작품
- 《우주전함 야마토 2205: 새로운 여행》: 일본의 SF 애니메이션.

## 기타
- 연도: 2205년, 기원전 2205년

## 같이 보기
- 2000